# The Restless Spirit
«The Restless Spirit» — американский короткометражный драматический фильм Аллана Дуона.

## Сюжет
Дух бездельничает и мечтает, когда его супруга с ребёнком в трудном положении. Находясь на вершине холма, он смотрит на свои руки и понимает, что это руки сильного человека, после чего медленно направляется к своему дому. Супруге и ребёнку помогает её отец, что упрекает её в том, что она его терпит, а селяне ненавидят мужа. Тем временем духу приходит видение, в котором он является популярным музыкантом...

## В ролях
| Актёр               | Роль |
| ------------------- | ---- |
| Дж. Уоррен Керриган | муж  |
| Полин Буш           | жена |
| Джессалин Трамп     |      |
| Уильям Вортингтон   |      |
| Лон Чейни           |      |